# Green Net
Green Net este o companie de import, distribuție și retail de cosmetice din România.
Green Net cuprinde și rețeaua de trei parfumerii de lux Beautik Haute Parfumerie, care comercializează circa 20 de branduri de parfum de nișă între care Rance Costume National, Parfum de Nicolai sau Parfum D'Empire.
Aproximativ 90% din produsele din magazinele Beautik Haute Parfumerie sunt parfumuri, restul fiind produse de îngrijire a pielii.
Compania Green Net face parte din grupul Farmexim.
Cifra de afaceri:
- 2009: 6 milioane euro[1]
- 2008: 5,5 milioane euro[1]